# Bappir
Bappir là một loại bánh mì lúa mạch nướng hai lần của người Sumer, chủ yếu được sử dụng để nấu bia ở Lưỡng Hà cổ đại. Nghiên cứu lịch sử được thực hiện tại Anchor Brewing Co. vào năm 1989 (được ghi lại trong Charlie Papazian 's Home Brewer's Companion (ISBN 0-380-77287-6)) đã tái tạo lại một chiếc bánh mì làm từ lúa mạch và bột lúa mạch mạch nha với mật ong và nước rồi nướng cho đến khi đủ cứng để lưu trữ trong thời gian dài; thành phẩm có thể đã được làm vụn và trộn với nước, mạch nha và chà là hoặc mật ong và để lên men, tạo ra một loại bia hơi ngọt. Có vẻ như nó đã say một chiếc ống hút theo cách mà người bạn đời của yerba đang say.
Người ta cho rằng bappir hiếm khi được nướng với mục đích ăn; Chất lượng bảo quản của nó đã khiến nó trở thành một ứng cử viên sáng giá cho một suất ăn khẩn cấp trong thời kỳ khan hiếm, nhưng mục đích sử dụng chính của nó dường như là làm bia.